# إيرول دوست
إيرول دوست (بالبلغارية: Ерол Дост) هو لاعب كرة قدم بلغاري في مركز الوسط، ولد في 30 مايو 1999 في بازارجيك في بلغاريا. لعب مع لودوغورتس رازغراد.

## وصلات خارجية
- إيرول دوست على موقع قاعدة بيانات كرة القدم.إي يو (الإنجليزية)
- إيرول دوست على موقع Soccerway.com (الإنجليزية)